# Schopfloch (Baden-Württemberg)
Schopfloch è un comune tedesco di 2 545 abitanti, situato nel land del Baden-Württemberg.